# Temelucha nagatomii
Temelucha nagatomii là một loài tò vò trong họ Ichneumonidae.